# مرجان سیاه
مرجان سیاه (نام علمی: Antipatharia) نام یک راسته از زیررده شش‌مرجانیان است.